# Ludwig Geyer (acteur)
Pour les articles homonymes, voir Ludwig Geyer (cyclisme) et Geyer.
Ludwig Geyer, né le 21 janvier 1779 à Eisleben en comté de Mansfeld et mort le 30 septembre 1821 à Dresde, était le beau-père du compositeur Richard Wagner, dont le père biologique Friedrich Wagner était décédé six mois après sa naissance. Les biographes de Wagner mentionnent que Geyer a probablement épousé la mère de Wagner, Johanna Rosine (née Pätz), peu après, de sorte que le premier nom de famille de Richard a été Geyer jusqu'au décès de son beau-père.

## Vie
Dans son autobiographie, Richard Wagner décrit son beau-père comme ayant été un acteur et un peintre au succès mitigés. Après des études juridiques, il a fait de son hobby de peintre une profession. En 1801, il s'installe à Leipzig où il fait la connaissance de Friedrich Wagner qui le traitait comme un père. Après cela, il s'est produit dans de petits théâtres à Magdebourg, Brunswick, Stetin et Breslau. Dès 1809 Geyer a pris des cours de théâtre à Leipzig. Friedrich Wagner est décédé du typhus et Geyer a épousé sa veuve. 
Il existe toute une controverse au sujet du fait que Richard aurait été le fils naturel de Geyer et que ce dernier aurait été d'ascendance juive ce qui aurait en partie expliqué son antisémitisme, mais ce dernier point est contesté et n'est plus retenu actuellement,,.